# Apel
Apel, grčki Apeles, (Kolofon, ? druga polovica 4. st. pr. Kr. – Kos, ?) je bio antički grčki slikar; dvorski slikar Aleksandra Velikog. Antički izvori smatraju ga najvećim antičkim slikarom.
Slikao je mitološke figure, alegorijske kompozicije (Afrodita rođena iz pjene), narativne scene, portrete (Aleksandar Veliki s munjom). Njegova umjetnost obilježava prijelaz od grčkog klasičnog slikarstva na helenizam. Njegova djela nisu sačuvana i poznat je samo iz rimskih kopija.
- John J. Popovic, "Apel, najveći slikar antike" izvor "Prirodna povijest" Plinija Starijeg.
- (rodcorp) "Giottov krug, Apelove linijes, Chuang-tzuov rak": potraga za izvornim osjećajem.